# KIHACHI
KIHACHI（キハチ）は、熊谷喜八がオーナーシェフを務めるレストランと洋菓子の店。
創業は1987年。1986年6月に株式会社サザビー（現・サザビーリーグ）と熊谷喜八の共同出資で設立された株式会社キハチアンドエス（サザビーリーグの子会社）が運営。2009年、株式会社ビーエルティーが、株式会社キハチアンドエスを吸収合併し、アイビー株式会社に商号変更。2015年、株式会社サザビーリーグがアイビー株式会社を吸収合併し、サザビーリーグによる運営となっている。東京都内近郊、名古屋、大阪、福岡などにレストラン、ケーキショップなどを展開している。

## 展開する店舗
- レストラン
  - KIHACHI - フランス料理ベースの無国籍料理
  - KIHACHI ITALIAN - イタリア料理
  - SELAN - イタリア料理（神宮外苑）
  - KIHACHI CAFE（品川以外）
  - KIHACHI CHINA DINING BAR
- パティスリー
  - Patisserie KIHACHI - 生菓子、焼菓子
  - KIHACHI CAFE（品川店） - マフィン、タルト、ソフトクリーム、サンデー
  - KIHACHI SOFTCREAM - ソフトクリーム、サンデー
  - KIHACHI FRIED BREAD - あげパン
- プロデュース店舗
  - AIR TERMINAR GRILL KIHACHI（羽田空港）

## 沿革
- 1986年（昭和61年）6月 - 株式会社キハチアンドエスを設立（株式会社サザビー80%、熊谷喜八20%出資）
- 1987年（昭和62年）9月 - 東京・南青山にて創業。「レストランキハチ」1号店を開店
- 1988年（昭和63年）11月 - 「セラン」を開店
- 1990年（平成2年）9月 - 「パティスリーキハチ」1号店を開店（伊勢丹相模原店）
- 1994年（平成6年）6月 - 「キハチ カフェ」1号店を開店（けいきゅう品川店）[1]
- 1997年（平成9年）
  - 5月 - 「キハチ ダイニングバー」1号店を開店（赤坂店）
  - 9月 - 「キハチ チャイナ」1号店を開店（千駄ヶ谷店）
- 1998年（平成10年）10月10日 - 「キハチ イタリアン」1号店を開店（新宿フラッグス店）
- 2000年（平成12年）3月 - 「キハチ ソフトクリーム」1号店を開店（荻窪ルミネ店）
- 2002年（平成14年）3月 - 「キハチ フライドブレッド」1号店を開店（東武池袋店）
- 2008年（平成20年）9月30日 - 株式会社サザビーリーグが、株式会社キハチアンドエスを完全子会社化
- 2009年（平成21年）8月1日 - Afternoon Tea TEAROOM運営の株式会社ビーエルティーが、株式会社キハチアンドエスを吸収合併し、アイビー株式会社に商号を変更
- 2015年（平成27年）3月 - 親会社である株式会社サザビーリーグが、アイビー株式会社、株式会社エストネーション、株式会社アイシーエルを吸収合併

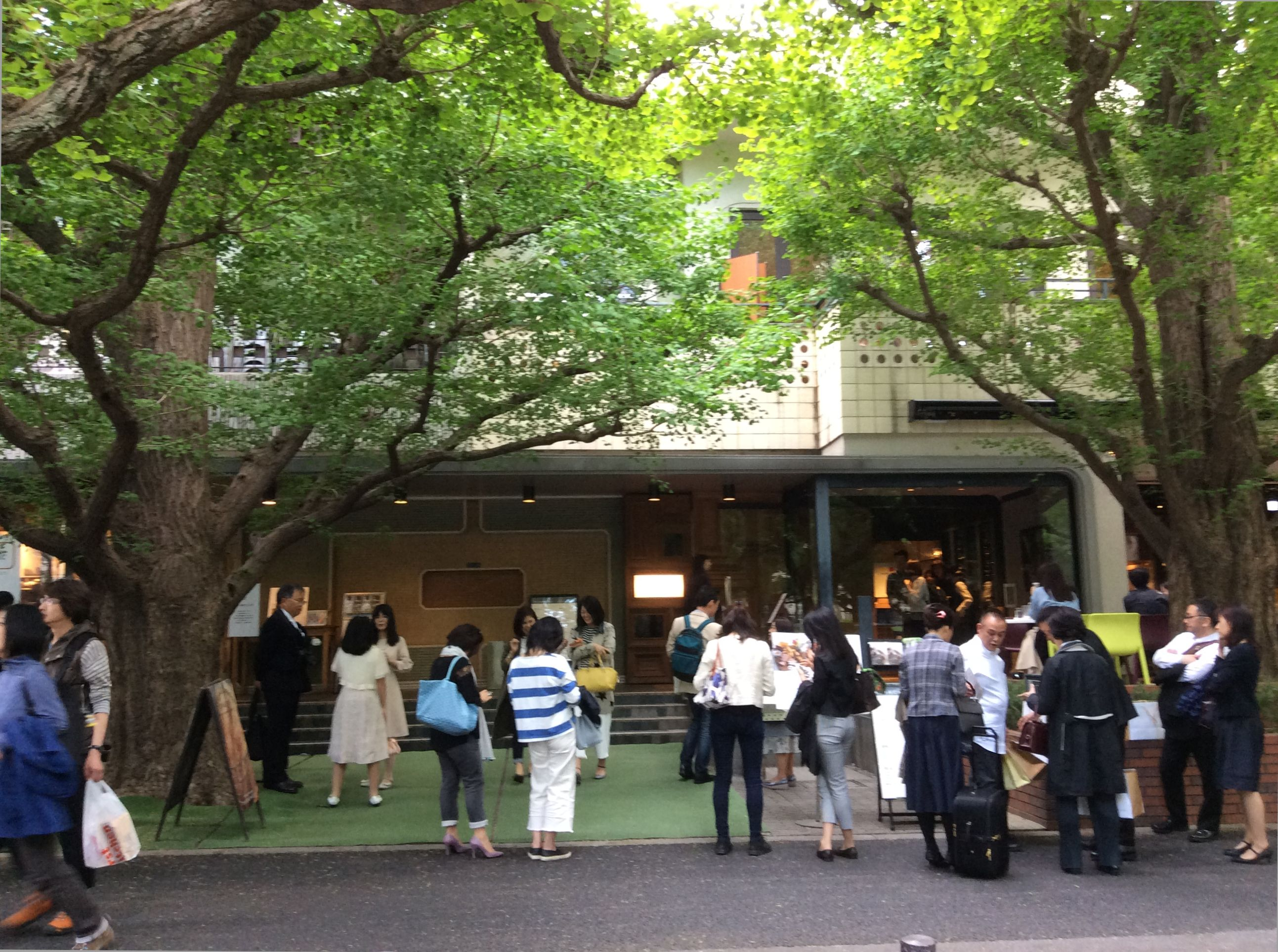
キハチ青山本店（2017年4月29日撮影）
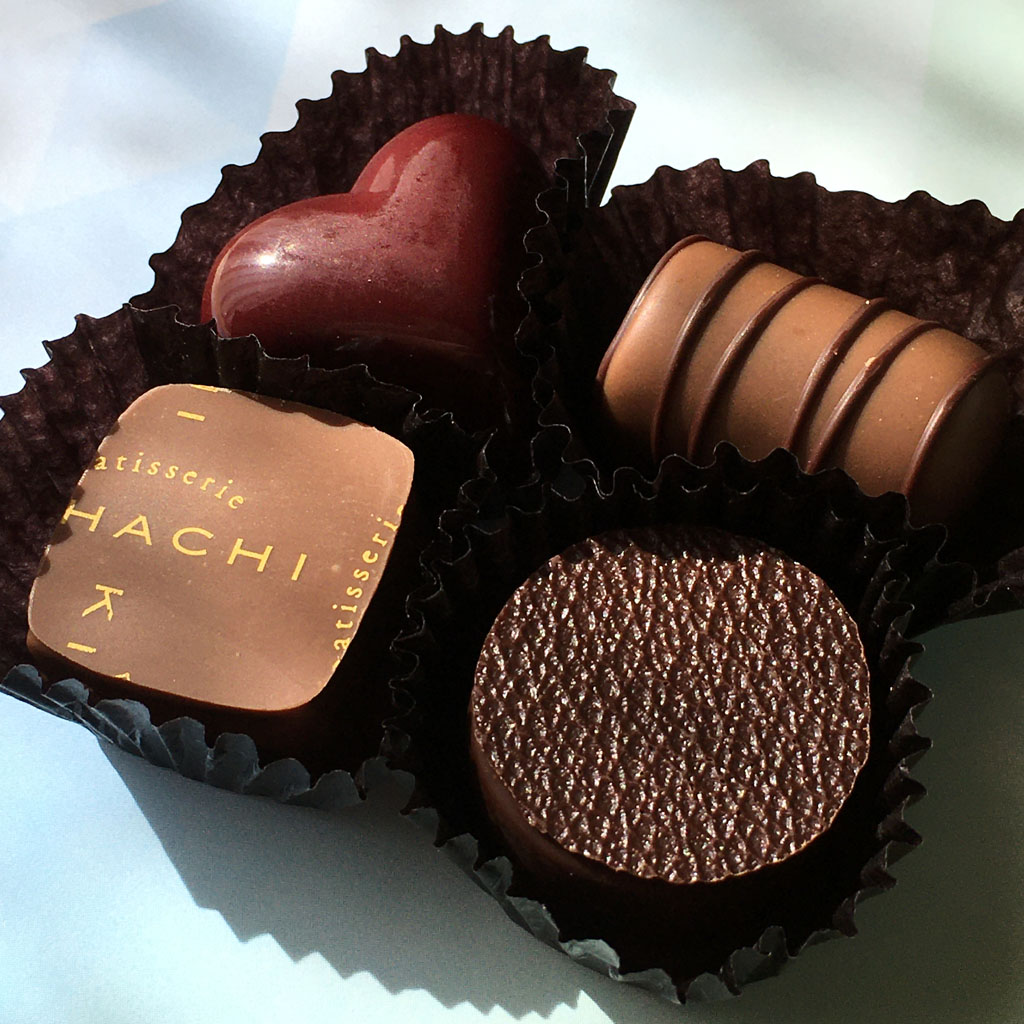
チョコレート